# فیلیپ روبنس
فیلیپ روبنس (انگلیسی: Philip Rubens; ۲۷ آوریل ۱۵۷۴ – ۲۸ اوت ۱۶۱۱) عتیقه‌شناس، کتابدار و لغت‌شناس اهل فلاندر بود. وی برادر بزرگتر پیتر پل روبنس نقاش برجسته سبک باروک بود.
فیلیپ در ۲۷ آوریل ۱۵۷۴ در شهر زیگن در خانواده یان روبنس و ماریا پایپلینکس به دنیا آمد. والدین او در سال ۱۵۶۸ به همراه خانواده‌هایشان از آنتورپ در هلند هابسبورگ به کلن گریختند زیرا از آزار و اذیت به عنوان کالوینیست در سرزمین خود می‌ترسیدند. پدرش یان روبنس وکیل دادگستری بود و از سال ۱۵۶۲ تا ۱۵۶۸ یک بخشدار در آنتورپ بود.